# Amputoearinus fernandezi
Amputoearinus fernandezi är en stekelart som beskrevs av Michael J. Sharkey 2006. Amputoearinus fernandezi ingår i släktet Amputoearinus och familjen bracksteklar. Inga underarter finns listade i Catalogue of Life.